# Política Ultramarina Portuguesa
A Política Ultramarina Portuguesa, com uma Solução Portuguesa, é um conjunto de princípios e políticas reformistas, pensado e posteriormente adoptado por António de Oliveira Salazar e os seus Governos, durante o período final do Estado Novo, como forma de responder aos novos desafios e necessidades decorrentes da acção colonizadora de Portugal em África, nas décadas de 50 e 60 do século XX.

## Introdução
Nas décadas de 50 e 60 do século XX, após o fim da Segunda Guerra Mundial (1939-1945), o colonialismo e os impérios coloniais, incluindo o Império Português, tornaram-se objecto de crescente contestação por parte dos povos colonizados e da comunidade internacional, cada vez mais favorável ao princípio da autodeterminação dos povos colonizados. Embora com algum atraso, a nova Política Ultramarina Portuguesa tenta, por exemplo, incorporar princípios decorrentes dos direitos dos homens e dos povos e promover um rápido desenvolvimento social, cultural e económico das colónias.
Face à nova conjuntura internacional, o Estado Novo teve que se adaptar, com o intuito de preservar o Império colonial, que era visto pelo Estado Novo como um valor único de afirmação e de salvaguarda da identidade política e cultural de Portugal. Em 1951, o Ato Colonial foi revogado, a Constituição da República Portuguesa foi revista e as colónias passaram a ser designadas de províncias ultramarinas. Em 1961, o Estatuto do Indígena foi revogado por Adriano Moreira, Ministro do Ultramar, o que permitiu que os indígenas pudessem aceder de forma mais fácil à cidadania portuguesa e aos direitos inerentes a ela. A revogação do Estatuto fez parte de um conjunto mais alargado de reformas iniciadas por Adriano Moreira, com o objectivo de uma maior emancipação e desenvolvimento social dos povos colonizados. Em 1971, aquando da revisão constitucional, o regime de Marcello Caetano (sucessor de Salazar) passou a defender a implementação de uma “autonomia progressiva e participada” das províncias ultramarinas, organizadas em “regiões autónomas”.
Um dos fundamentos teóricos desta nova e última política colonial (ou ultramarina) portuguesa foi o lusotropicalismo. Esta teoria foi desenvolvida por Gilberto Freyre e trata da relação "natural" de Portugal com os trópicos e a consequente génese do povo brasileiro enquanto produto desta relação benéfica e "natural" de miscigenação. O lusotropicalismo foi apropriado pelo Estado Novo, utilizando-o como instrumento de propaganda para convencer os portugueses e a comunidade internacional acerca da benignidade da colonização portuguesa ou, de forma mais eufemística, “do modo português de estar no mundo”: tolerante, fraterno, plástico, com vocação ecuménica, dedicado em primeiro lugar à "missão civilizadora" e sem problemas em misturar-se com outros povos, ao contrário de outros colonizadores europeus, que eram racistas, segregacionistas e dedicados sobretudo à exploração económica.

## Doutrina

### Bases então já explicitadas
a) Manutenção firme do conjunto unido dos territórios portugueses, na Europa e Ultramar.
b) Promoção, o mais acelerada possível, do seu progresso económico, social e político, em particular educacional, de saúde e cívico.
c) Intensificação da implantação, nos mesmos territórios, da paridade, harmonia e dignificação étnicas, da coexistência de religiões e crenças, e da conciliação de culturas e tradições - proposições fulcro da Solução Portuguesa. E proposições implicando objectivos, a prazo e de começo necessariamente tendenciais, de plenitude de cidadanias, de equivalentes posições iniciais e iguais oportunidades, de vigência dos mesmos direitos e deveres, e de acesso a situações económicas, sociais e políticas conseguido em face do valor real, da iniciativa havida e da actividade desenvolvida.
d) Tudo com a finalidade da consecução de um elevado grau de desenvolvimento global.

### Bases a explicitar oportunamente
e) Conseguido esse grau de desenvolvimento permissor de autodeterminações autênticas - proposição fulcro da Política Ultramarina Portuguesa -, informação por forma exaustiva e isenta das populações dos territórios sobre as características e modus faciendi dos diversos arranjos políticos possíveis - unidade, federação, confederação, comunidade ou separação total -, e sobre a natureza e positividade, no momento, e projecção eminentemente válida, no futuro, da Solução Portuguesa.
f) Em seguida, consulta geral e igualmente isenta das mesmas populações sobre os arranjos políticos em verdade desejados.
g) Por fim, adopção efectiva e rigorosa das opções verificadas na consulta.
h) Tudo prevenindo interferências estrangeiras ou de terceiros.
Contudo, Salazar estava convicto de que a explicitação, na época, das quatro últimas bases, mesmo em círculos fechados e em termos confidenciais, desencadearia uma imparável corrida às autodeterminações, que anularia por completo a política de autodeterminações autênticas e impossibilitaria a realização da Solução Portuguesa. Salazar achava que tal explicitação só deveria ter lugar mais tarde e em tempo oportuno, principalmente depois das quatro primeiras bases já explicitadas se terem realizado e concretizado.

## Conclusões e fracassos da Política
Com a Política Ultramarina Portuguesa, ficou estabelecido, embora com uma parte ainda não explicitada, um novo quadro conceptual para enquadrar as várias políticas do Estado Novo referentes ao Ultramar. Este novo Conceito Ultramarino definia que todas as províncias ultramarinas eram uma parte integral e inseparável de Portugal, enquanto uma Nação multirracial e pluricontinental. O conceito de colónia, metrópole (Portugal) e Império Português foram, teoricamente, abolidos. Este novo Conceito era bem diferente do quadro conceptual definido pelo Acto Colonial (1930).
Mas, à definição de uma nova Política e Conceito para o Ultramar e à decisão de defender a todo o custo as províncias ultramarinas, não correspondeu totalmente a respectiva execução. Vários entraves dificultaram a execução do plano, como por exemplo:
- a falta de integração económica de Portugal com o Ultramar;
- a falta de uma elite local "aportuguesada" verdadeiramente capaz de assumir o governo local;
- a rápida mudança do panorama internacional, marcado pela Guerra Fria e pela crescente descolonização de muitas colónias anteriormente pertencentes a países europeus bem mais poderosos do que Portugal, como o Reino Unido e a França. Essa mesma descolonização contou com o apoio dos Estados Unidos da América e da União Soviética, que eram na altura as duas maiores potências mundiais.
- e a indefinição do regime de Marcello Caetano (1968-1974) relativamente à questão do Ultramar, que se mostrou indeciso ou incapaz de definir o tempo oportuno para consultar as populações colonizadas relativamente à sua autodeterminação e do modo como este processo iria ser realizado, bem como do desenlace final desejado: enquanto que uns desejavam a integração plena do Ultramar no Estado Português (os integracionistas ou ultras), outros desejavam que este processo leve ao estabelecimento de uma federação ou confederação de estados africanos com Portugal, ou até à independência plena dos povos africanos.

Os Estados Unidos e a União Soviética não só apoiou o princípio da descolonização nos meios diplomáticos internacionais, como também ajudou materialmente vários movimentos de libertação activos no Ultramar português, levando à eclosão da Guerra do Ultramar (1961-1974). Esta longa guerra arruinou Portugal, condenou o país a um crescente isolamento internacional, alimentou a oposição interna ao regime e contribuiu para a eclosão da Revolução dos Cravos (25 de Abril de 1974). Esta revolução, iniciada por um golpe militar, derrubou o Estado Novo e levou à descolonização repentina e desorganizada das colónias portuguesas (excepto Macau), um cenário que a Política Ultramarina Portuguesa tentou evitar a todo o custo mas que acabou ela mesma por precipitar.